# Grúa de Piedra

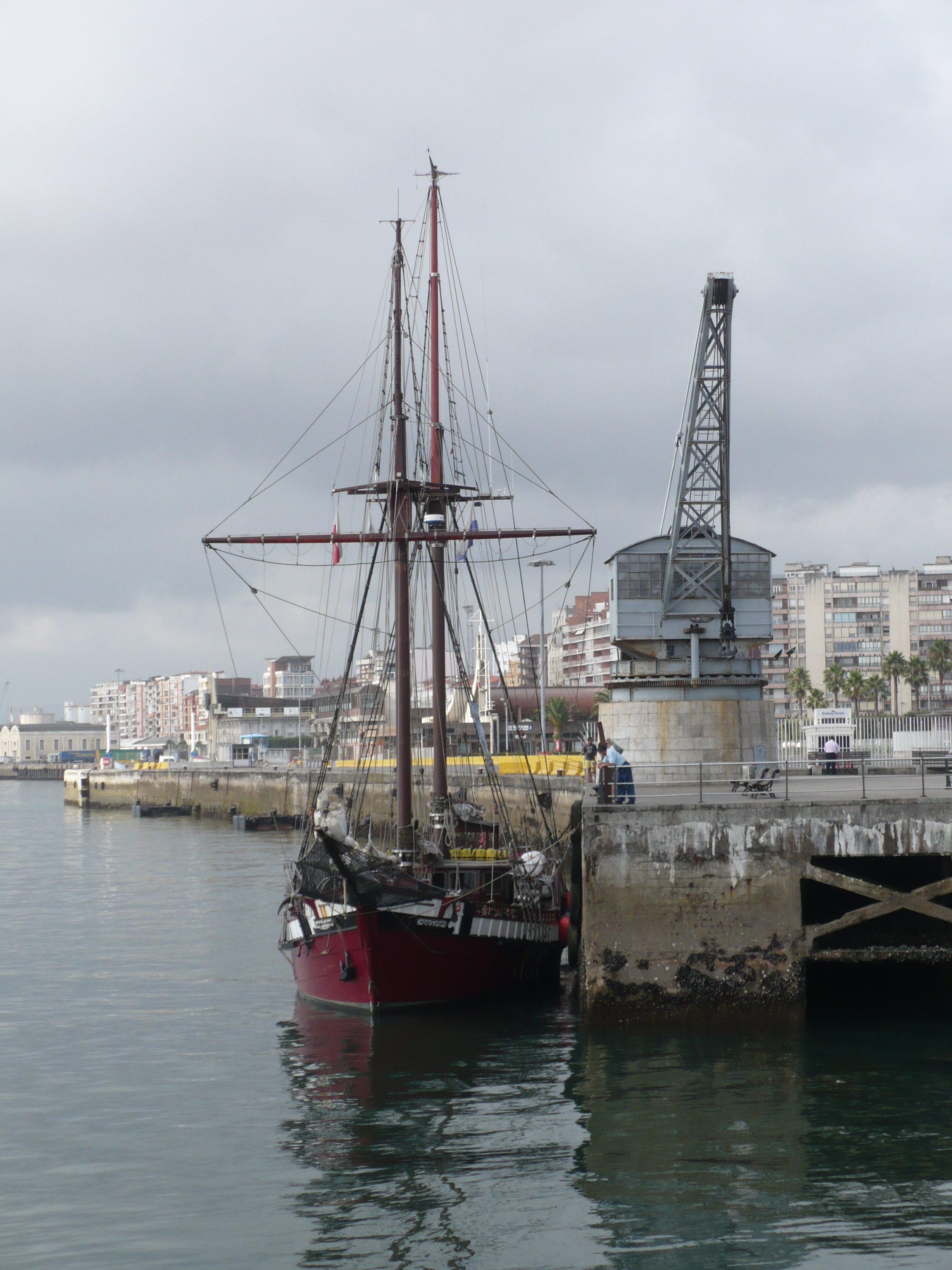
La Grúa de Piedra con la goleta Atyla.

La Grúa de Piedra es una antigua grúa que prestó servicio en el Puerto de Santander (Cantabria, España) desde 1900 hasta finales del siglo XX. Se utilizaba en la carga y descarga de los barcos mercantes que atracaban junto a ella. En la actualidad forma parte del paseo marítimo de la ciudad y se ha convertido en uno de los símbolos más representativos de la capital cántabra, como reflejo de su tradición industrial y portuaria. Se encuentra en el muelle de Maura o de la Monja.

## Descripción
El extremo de su pluma se eleva 14 metros sobre el muelle y el cable del gancho alcanza los 23 metros desde la polea. Su radio de acción es de 11 metros. En la parte trasera dispone de unos contrapesos que pesan 34 toneladas. La estructura de acero se apoya sobre una base hecha de sillares procedentes de los antiguos muelles que da nombre a la grúa. Inicialmente estaba fijada al lecho marino. El peso de la Grúa de Piedra, sin contar la base pétrea, es de 48 toneladas.

## Historia
Debido al poco peso que eran capaces de soportar las grúas del puerto de Santander a finales del siglo XIX, los cargueros con cargas pesadas debían ir a otros puertos del Cantábrico. La Junta de Obras del Puerto (actual Autoridad Portuaria) encargó en 1896 a F.V. Sheldon y Otto Gerdtzen el diseño y construcción de una grúa que pudiera mover 30 toneladas. Dicha grúa se inauguró el 17 de mayo de 1900 y costó en total 74 820 pesetas de la época. Estaba propulsada por una máquina de vapor que años después se sustituyó por un motor eléctrico. En las pruebas pudo levantar hasta 36 toneladas.
Estuvo en servicio hasta comienzos de los años 1990, aunque en esa época era poco usada ya que las actividades comerciales marítimas se iban trasladando paulatinamente al moderno puerto de Raos.
Durante la construcción del Centro Botín se generó una gran polémica en la ciudad, porque el proyecto inicial implicaba trasladar la grúa de su lugar original a las proximidades de la Estación Marítima. Finalmente y tras la presión ciudadana, el proyecto original del Centro Botín fue cambiado de emplazamiento unos metros al oeste y la grúa se conservó en su lugar original.
El 16 de febrero de 2016 se desprendieron los contrapesos y la estructura tuvo que ser desmontada para su reparación. El 9 de junio del año siguiente, tras casi 16 meses desmontada, la Grúa de Piedra se reinauguró con una fiesta. La rehabilitación tuvo un coste 151.494,42 euros y la llevó a cabo la empresa Calvo Construcciones y Montajes S.L. bajo la dirección del arquitecto Francisco Rebollo Calvo.